# Chikka Ankandahalli, Bangarapet
Chikka Ankandahalli là một làng thuộc tehsil Bangarapet, huyện Kolar, bang Karnataka, Ấn Độ.